# Honey Dew Donuts
A Honey Dew Associates, Inc., conhecida como Honey Dew Donuts, é uma rede privada de cafeterias de Massachusetts que vende donuts e outros alimentos para o café da manhã e opera na Nova Inglaterra. A rede é conhecida principalmente por seus donuts e café, mas também oferece sanduíches, bagels, muffins e vários tipos de doces. A Honey Dew Donuts abriu seu primeiro restaurante em 1973 em Mansfield, Massachusetts, e atualmente está sediada em Plainville, Massachusetts. Em 20 de agosto de 2021, a rede tinha 125 restaurantes em 3 estados.

## História
A Honey Dew Donuts foi fundada em Mansfield, Massachusetts, por Richard J. “Dick” Bowen em 1973. Em 1975, um cliente sugeriu a abertura de uma unidade da Honey Dew Donuts em sua comunidade, que mais tarde se tornou o primeiro franqueado.
Dick Bowen foi apresentado ao aspecto dos donuts aos 12 anos de idade, quando trabalhava com seu pai fazendo rosquinhas em uma loja de rosquinhas local em sua comunidade. Ele descobriu seu desejo de seguir uma carreira em empreendedorismo enquanto cursava a Stoughton High School, onde se formou em 1965. Depois de se formar no ensino médio, Bowen se alistou no exército. Ele foi transferido para a Alemanha por causa de seu destacamento, onde trabalhou como padeiro e mecânico de donuts.
Em 2020, a Honey Dew Donuts tinha 125 franquias na Nova Inglaterra.

## Informações
A Honey Dew Donuts vende donuts, bolos, muffins e uma variedade de cafés. Seu lema é "Always Fresh, Always Good!" ("Sempre fresco, sempre bom!"). O local original da Honey Dew Donuts fica em Mansfield, Massachusetts. O local original em Plainville, Massachusetts, foi um dos primeiros estabelecimentos na Nova Inglaterra a construir e utilizar um drive-thru. Em 2003, a franquia tinha 140 lojas, 65 famílias franqueadas e mais de 20 funcionários corporativos. Em 2012, Olivia Culpo, vencedora do concurso Miss Rhode Island e Miss Universo, foi destaque em um comercial da Honey Dew Donuts.